# AsciiDoc
AsciiDoc是一种轻量级标记语言，采用了人类可读的纯文本格式，在语义上等同于DocBook XML。因此，用AsciiDoc编写的文件可以使用文本编辑器创建和阅读，并且可以通过DocBook工具链转换为HTML、PDF、电子书和演示文稿等各种其他格式。AsciiDoc文件的常见扩展名是 txt 和 adoc，AsciiDoc的创建者鼓励采用前者。